# Xylotrechus stebbingi
Xylotrechus stebbingi es una especie de escarabajo longicornio del género Xylotrechus. Fue descrita científicamente por Gahan en 1906.
Se distribuye por Italia, Tayikistán, Eslovenia, Cerdeña, Tanzania, Turquía, Suiza, Portugal, España, Croacia, Siria, Alemania, Albania, Líbano, Israel, India, Grecia, Francia, China, Bután, Nepal, Afganistán y Pakistán. Mide 10-21 milímetros de longitud. El período de vuelo ocurre en los meses de abril, mayo, junio, julio, agosto y octubre.

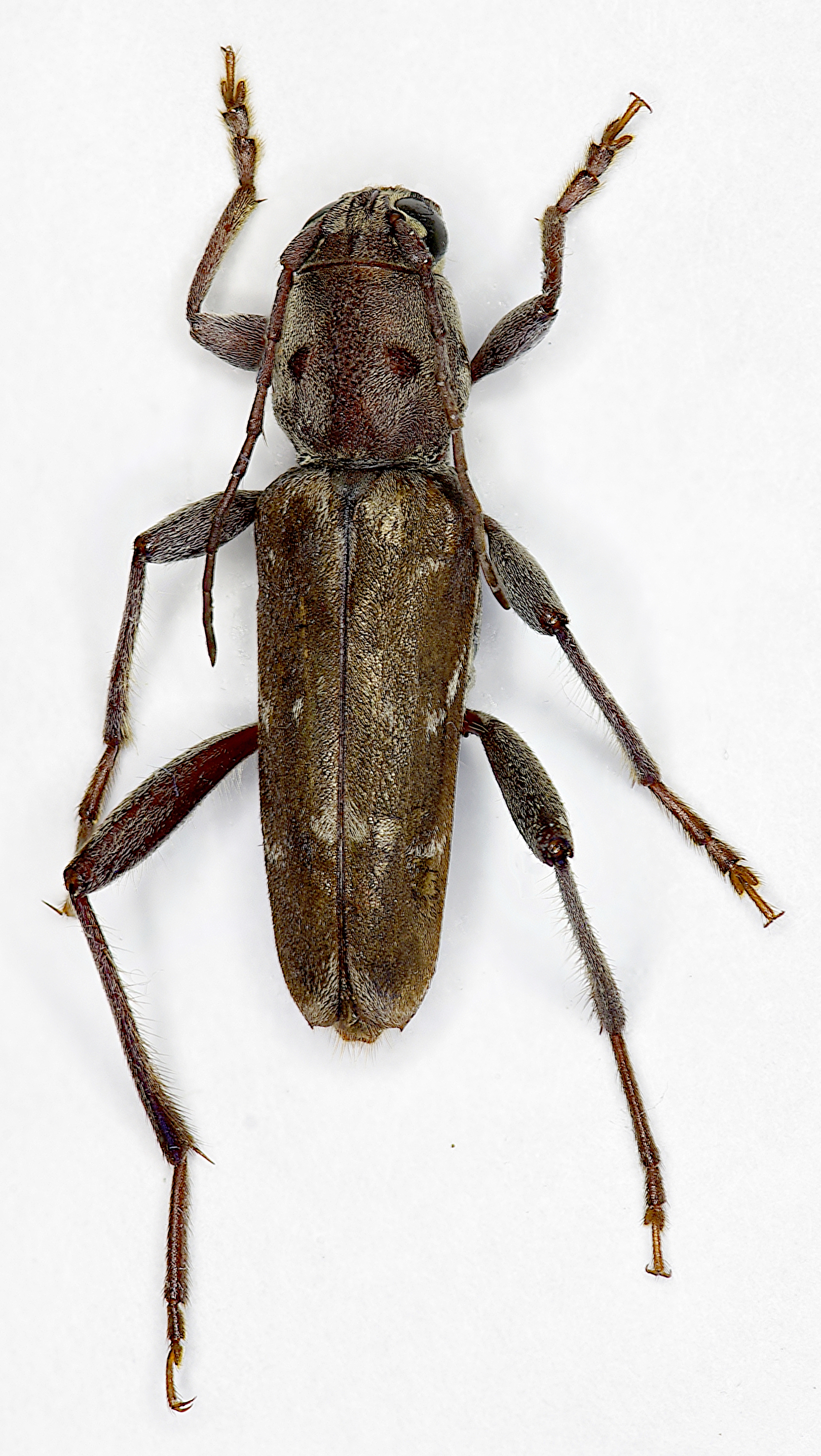
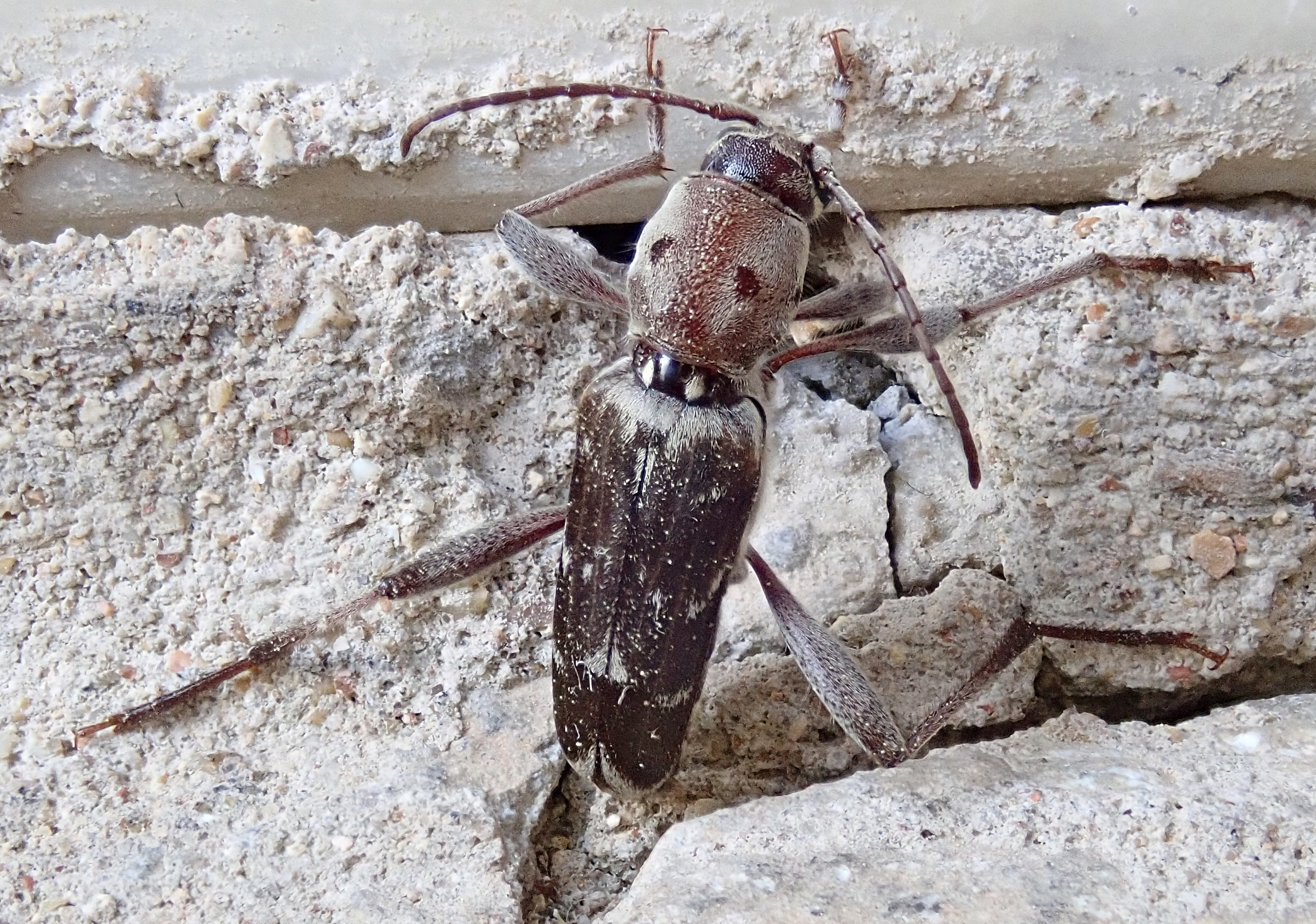
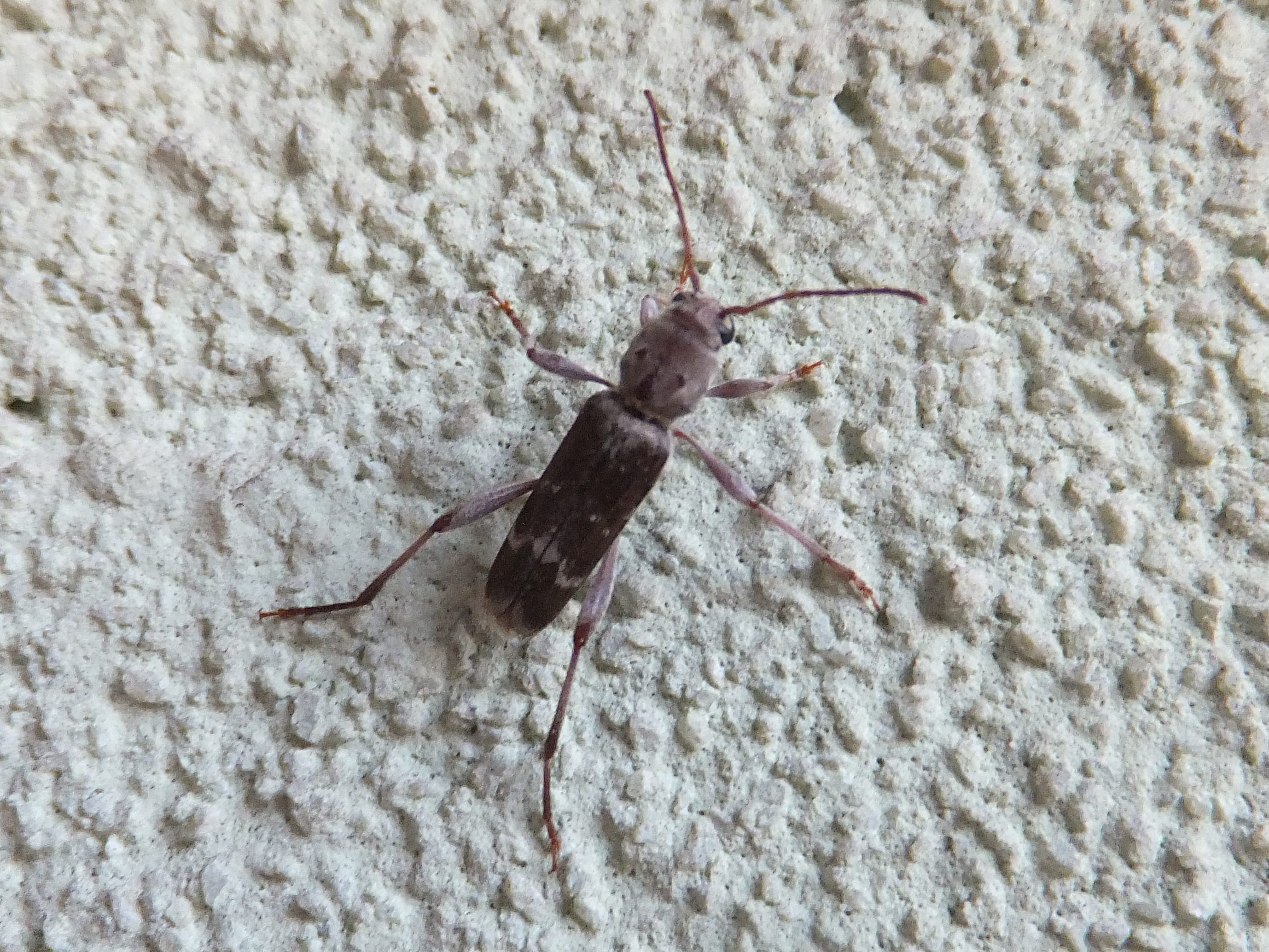
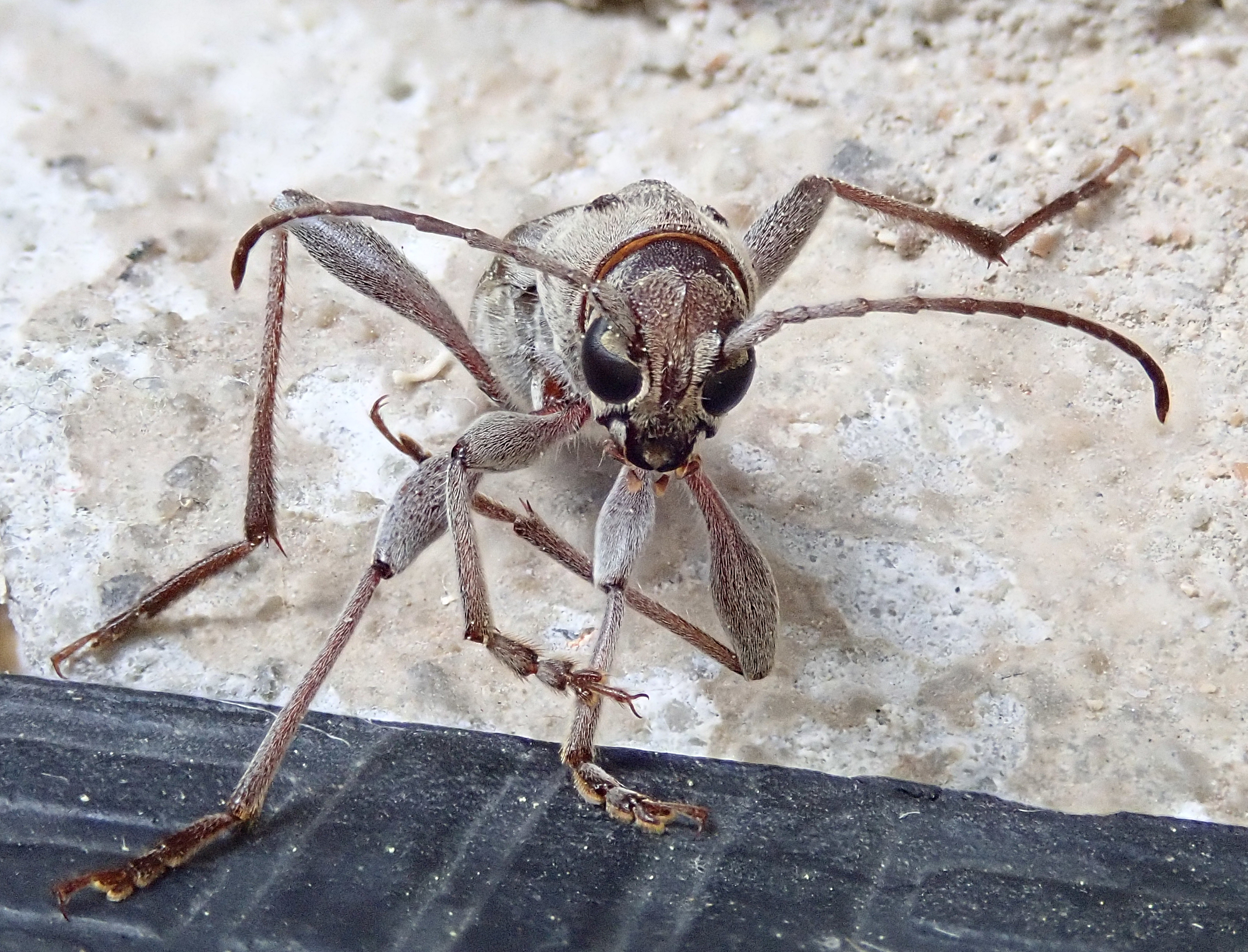